# Millions of Cats

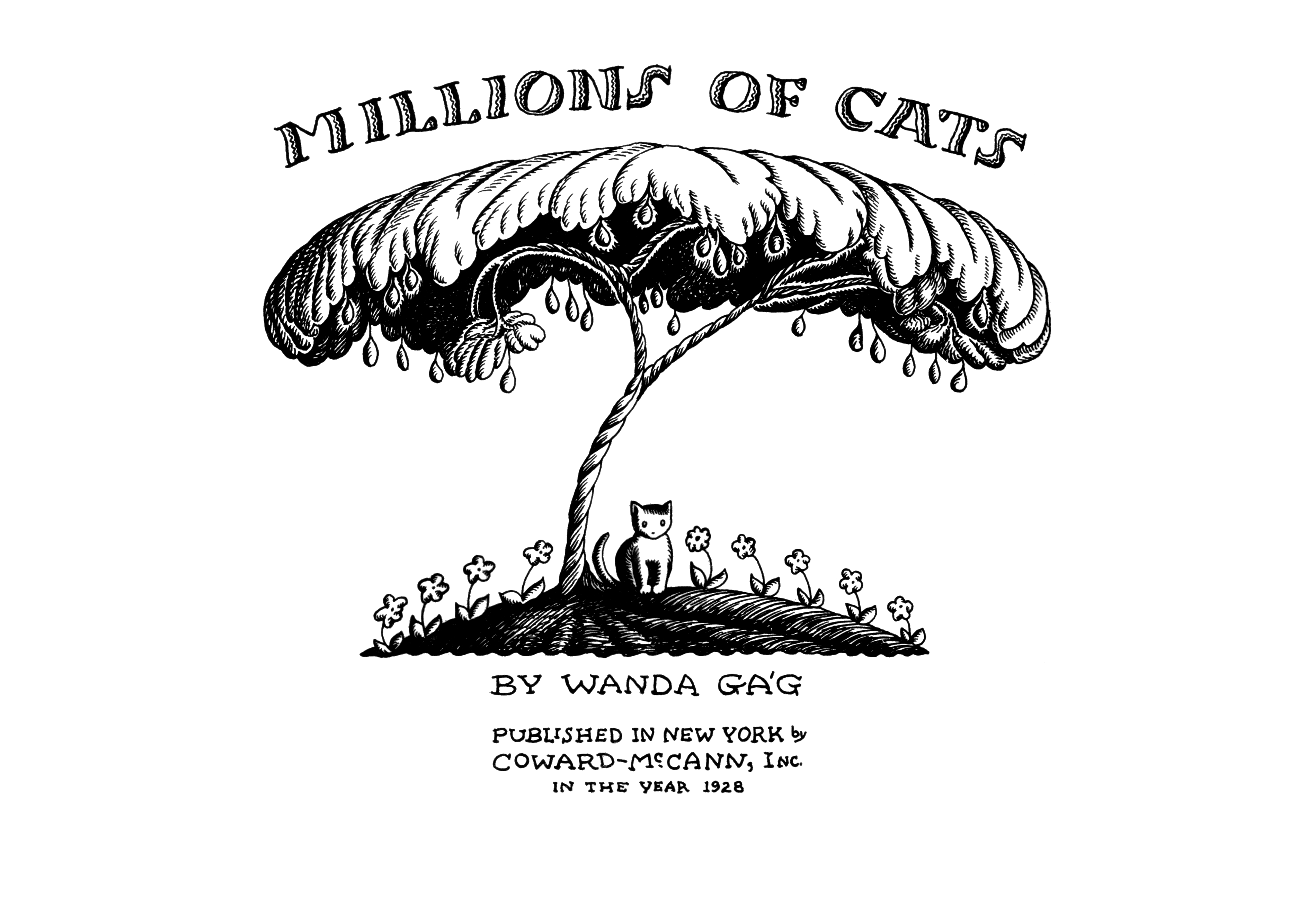
Titelblad

Millions of Cats is een prentenboek geschreven en geïllustreerd door de Amerikaanse kunstenaar Wanda Gág. Het boek werd voor het eerst gepubliceerd in 1928 en is bekend vanwege de creatieve illustratiestijl van Gág en de innovatie van het gebruik van dubbele pagina's. Het is het oudste Amerikaanse prentenboek dat nog steeds in druk is.
De auteur, Wanda Gág, speelde zowel de rol van schrijver als illustrator en maakte gebruik van eenvoudige lijnen en levendige afbeeldingen. "Millions of Cats" ontving een Newbery Honor-onderscheiding in 1929, een erkenning die wordt toegekend aan boeken die opvallen in de kinderliteratuur.
Het verhaal draait om een ouder echtpaar dat op zoek gaat naar een kat en wordt geconfronteerd met de uitdaging om uit miljoenen katten te kiezen. Het boek maakt gebruik van een herhalende ritmische zin om de aandacht van lezers vast te houden.